# Aïn Fezza
Ain Fezza là một đô thị thuộc tỉnh Tlemcen, Algérie. Dân số thời điểm năm 2002 là 9.598 người.